# Pierre Bessonneau
Pour les articles homonymes, voir Bessonneau.
Pierre Bessonneau était originaire de l'Anjou. Son père fut écuyer de Louis Ier d'Anjou. À son tour il devint écuyer d'écurie du dauphin Charles (futur Charles VII de France).

## Biographie
En 1427, pendant la guerre de Cent Ans, il se distingue lors de la défense de Pontorson. Il participa au siège d'Orléans (1428-1429) en qualité de maître général et viseur de l'artillerie du roi. Présent lors du sacre de Charles VII à Reims le 17 juillet 1429. En 1434, on le retrouve dans l'entourage de Louis d'Anjou. 
Le 27 décembre 1444, il cèdera sa place de maître d'artillerie à Gaspard Bureau.

## Sources
- Charles VII de Georges Minois